# Sveti Nikole
Sveti Nikole (mazedonisch Свети Николе; albanisch Shën Nikolla, indefinit Shën Nikollë; aromunisch San Nicole; türkisch Kiliseli) ist eine Stadt im Osten Nordmazedoniens, in der Hochebene Ovče Pole und Zentrum der gleichnamigen politischen Gemeinde in der Region Vardar.

## Bevölkerung
In der Opština Sveti Nikole, die außer Sveti Nikole noch weitere Ortschaften miteinschließt, leben 18.497 Einwohner. Die ethnische Gliederung setzt sich wie folgt zusammen:
| Ethnie     | Absoluter Anteil | Anteil in % |
| ---------- | ---------------- | ----------- |
| Mazedonier | 18.005           | 97,34 %     |
| Walachen   | 238              | 1,29 %      |
| Türken     | 81               | 0,44 %      |
| Roma       | 72               | 0,39 %      |
| Serben     | 71               | 0,38 %      |
| Bosniaken  | 1                | <0,01 %     |
| Andere     | 29               | 0,16 %      |
| Total      | 18.497           | 100,00 %    |

Bemerkung: die Prozentwerte sind auf zwei Kommastellen gerundet

## Geschichte

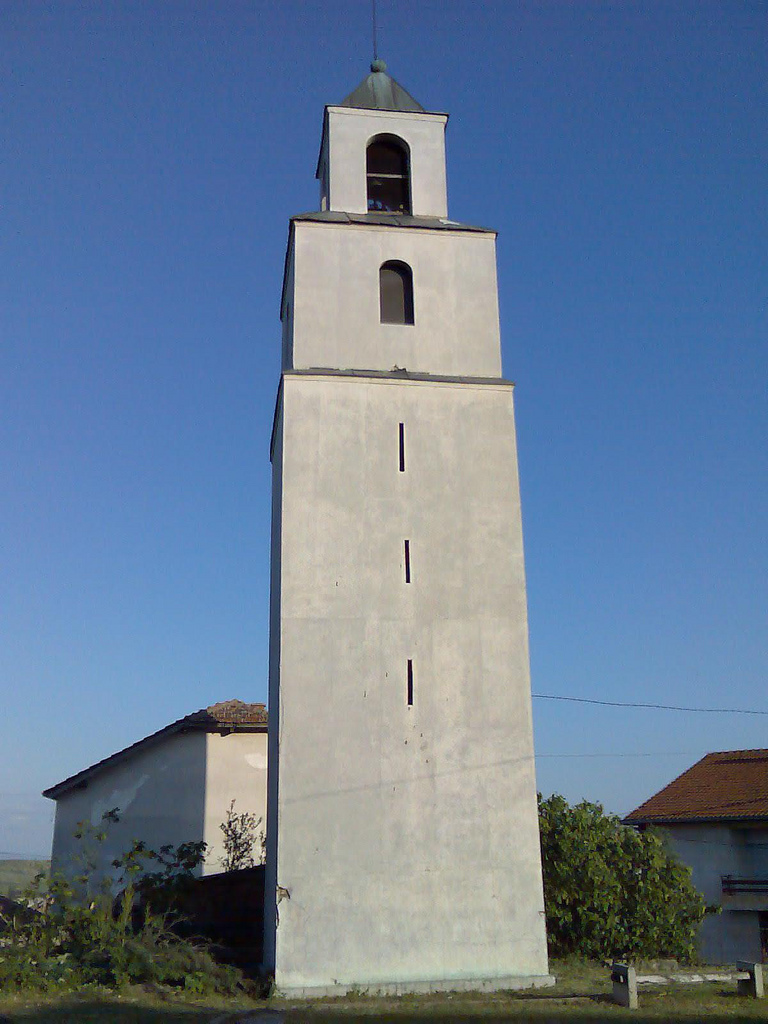
Turm (Sahat Kula) in Sveti Nikole

Der Teil von der Ebene Ovče Pole, wo Sveti Nikole liegt, ist nach den archäologischen Findungen bereits seit der Jungsteinzeit besiedelt. Die ersten Siedler des Ortes waren die Paionier, die auch das Territorium zwischen den Flüssen Axios und Strimon mit einem Sitz in der Stadt Bylazora bevölkerten.
Zuerst erweiterte sich die Gemeinde nordöstlich der Kirche Sveti Stefan und wahrscheinlich war sie unter dem Namen Probaton (griech. Schaf) bekannt. Wegen des sumpfigen Geländes und der niedrigen Lebensqualität wurde der Ort Ende des 3. Jahrhunderts v. Chr. auf das rechte Ufer des Flusses Svetinikolska verlagert.
Im Mittelalter nannte die Bevölkerung den Ort Ovče Pole und in den Zeitschriften wurde er als eine gleichnamige Festung dargestellt. In der Umgebung des Ortes wurde im Jahr 1292 eine Kirche zur Ehre von St. Nikolaus gebaut und so erhielt der Ort den heutigen Namen.
Unter der osmanischen Regierung nannte man die Stadt Isei Nikole. In den 1660er Jahren hat Evliya Çelebi die Stadt zweimal besucht und erwähnte sie in seinem Reisebuch.